# Milan Petřík
Milan Petřík (* 26. ledna 1963) je český fotbalový trenér.

## Trenérská kariéra
V české lize trénoval v sezóně 1999/00 SK Hradec Králové. V předchozí sezóně působil jako asistent Ladislava Škorpila a Stanislava Kocourka.